# 천일록
《천일록》(千一錄)은 수원의 유생(儒生)인 우하영(禹夏永)이 저술한 농서(農書)이다. 우자천여일득(愚者千慮一得)이라는 구절에서 천(千)자와 일(一)자를 취하여 만든 농서의 제목으로 과거에 열두번이나 낙방한 미련한 자신이라도 천가지 생각중 한가지는 얻는게 있다는 뜻에서 붙인 제목이다.